# 劳斯莱斯遄达
勞斯萊斯遄达是罗尔斯·罗伊斯股份有限公司生产的高涵道比涡轮风扇发动机家族。这些都是从RB211系列发展而来，拥有53000-95000磅（240-420千牛）推力。其多种型号装备于空中客车A330、A340、A350XWB、A380、波音777以及787。遄达系列同样发展出船用和工业用版本。
在1990年八月首次运转的遄达700系列是遄达系列成功走向商业运营的标志。而在最新型的波音787、空客A380、空客A350上，遄达发动机的市场份额达到了40%。 遄达发动机家族良好的销售使得罗尔斯·罗伊斯成为大型民用发动机市场第二强（第一是通用电气），而把对手普惠却因为PW4000的稳定性问题最终被甩到了第三。
新加坡航空是遄达系列最大的用户，订购，拥有和退役的總共有六种型号。58套安装在777上的遄达800（2020年退役），5套安装在A340-500上的遄达500（2013年退役），34套安装在A330-300上的遄达700（2020年退役），24套安装在A380-800上的遄达900，63架安装在A350-900上的遄达XWB，在15架+9架订购的787-10上选择遄达1000的，累計營運279架（現有102架），是第一家拥有6种型号遄达发动机的航空公司。國泰航空則是現時遄达系列第二大的用户，40架A330-300使用遄达700，48架A350使用遄达XWB，17架777-300（非延程版）使用遄达800，共有105架。現時遄达系列最廣的用户是英國航空，有13架A350-1000使用遄达XWB，19架777-200使用遄达800，12架A380-800使用遄达900和35架787使用遄达1000，共有4種型號79架飛機。

## 設計與開發

### 背景
1960年代後期，研究三轉子渦輪噴射發動機RB211耗費超估原定預想的資金量，導致勞斯萊斯有限公司在1971年陷入破產，而之後英國政府介入提供資金奧援，並將公司國有化，使得公司得以倖存，且也完成RB211的開發並投入市場。然而率先使用RB211發動機的洛歇L-1011在民航業銷售量卻以失敗告終，提供RB211選配的波音747-200和波音747SP在市場銷量上反應平平，使得勞斯萊斯在民航產業的發展再度陷入困境，在1980年代的時候，勞斯萊斯的航空發動機在民航業的發動機市場占有率僅8%。RB211的商業成績直到波音757發佈後才有所好轉，也使得勞斯萊斯在航空器發動機行業谷底回升，再度成為世界級大廠。
RB211成功的三轉子渦輪技術在20世紀90年代被其概念的繼承者特倫特系列發動機（Trent）所取代。當勞斯萊斯在1987年完成私營化时，飛機製造商正研製可配置大推力發動機的新款廣體雙發飛機，如波音777和空中客车A330，務求在投入服務時已符合ETOPS標準。
1980年代後期，勞斯萊斯的經營團隊決定为大型客机制造商提供滿足雙發動機大型客機需求的噴射發動機。这巨大的发展成本要求将来能带来一个新的发动机市场，唯一的做法是发展一个拥有相同核心机的发动机系列。三转子设计的RB211是一种理想的基础，因为它的设计非常灵活，可以对高压、中压、低压系统分别进行调整。私有化之后的劳斯莱斯在1988年的范堡罗航展上宣布将设计一个新的发动机系列（初名為RB211-524L），并于之后正式取名为遄达，以致敬世界上第一台投入使用的涡轮螺旋桨发动机。
隨後，勞斯萊斯向英國政府提交了「開發投資」計劃書。1997年，開發特倫特800系為2億英鎊；2001年，開發特倫特500、600、900系為2億5000萬鎊，而特倫特1000系列則毋須政府注資。

### 設計
與RB211一樣，特倫特系列採用了三转子設計（可容許高壓（High Pressure）、中壓（Intermediate Pressure）和低壓（Low Pressure）三种系统独立運轉），有別於普遍的雙转子設計。這設計雖然較複雜，但其優點是可令發動機長度更短、更堅固、更耐用并且提升運行表現。
另一方面，特倫特各系列發動機的布局十分相似，再配合本身的三转子設計，令發動機的每一模塊可按飛機要求的動力作獨立調整，以滿足性能和推力要求。例如配置在A380上的特倫特900系列，其直徑達116英寸（290 厘米）的风扇叶片，可協助客戶把飛機起飛時的噪音降低。。相似的是，核心机大小的改变可容許高壓转子的溫度維持在低水平，從而把維修成本減至最低。此外，因800系列與700系列共用高壓和中壓转子，因此800系的的整體壓縮比是高於700系列的，此舉是由於中壓壓縮器和低壓渦輪容量增加了。
經重新設計的核心，使特倫特發動機的整體表現較RB211系列發動機有所提升，同時也令噪音和空氣污染水平低於RB211，勞斯萊斯也藉700系列上改良了的高壓转子系統投放在RB211-524G和-524H上，改良了的RB211-524G和-524H分別為-524G-T和-524H-T。
当初勞斯萊斯開始RB211项目时，原本打算不在壓縮機中設置可调静子，此做法與其他美國的發動機公司不同。不幸的是，由於中壓壓縮機行程較短，勞斯萊斯发现中压压气机仍至少需要一级可变静子，来提高在空气流量较小情况下的喘振裕度。尽管設計原意沒有達到，劳斯莱斯仍然避免了在發動機中添加很多級的可变静子，避免由此帶來的重量和成本上升，與降低的可靠性。
但在2008年1月17日，英航一架執飛BA38航班從北京往倫敦的波音777-236ER客機（編號：G-YMMM）在倫敦希斯路機場著陸時，兩台特倫特895發動機因發生故障而停止運作，引致飛機失去动力，在跑道前坠毁。調查報告指出，事故起因是發動機內的熱交換（ fuel-oil heat exchange）裝置故障，加上飛機在巡航時長時間在極低溫狀態下平穩飛行，使燃料在缺乏流動的情況下，令燃料結冰，從而阻塞熱交換器这导致FAA颁布适航指令，要求强制更换热交换器。 这项规定在A330也发生类似事故后扩展到了500和700系列。及後，勞斯萊斯把平面板更換為附上許多小凸管孔的板，算是解决了这个问题。

## 產品

### 特倫特600
此乃最初計劃投產的產品，原計劃用於英國金獅航空及港龍航空的麥道MD-11上，後來英航在1987年收購金獅航空後，把MD-11訂單取消；此外，港龍受制於當時香港政府的「一航線一航空公司」政策，導致申辦香港-倫敦航線失敗，最後亦因而取消MD-11訂單。1990-91年海灣戰爭後，有訂購配特倫特600發動機的MD-11的欧洲航空亦告結業，令唯一選用特倫特600發動機的客戶也失去。後來，由於MD-11因表現欠佳而令銷情欠佳，此系列發動機亦變為示範用途，正式開發時改為用於A330上的特倫特700系列。

### 劳斯莱斯遄达700
1989年4月，國泰航空向空中巴士訂購了10架配勞斯萊斯發動機的A330客機，成為空中巴士首個採用勞斯萊斯發動機的客戶。同年5月，環球航空亦訂購了20架同款發動機的A330客機，但訂單後來被改為A318，這些飛機被交付給國泰航空。
特倫特700系列在1990年8月首次運行，於1994年1月獲發適航證書，翌年3月可容許90分鐘ETOPS飛行，此標準於同年12月提升至120分鐘，更於1996年12月再提升至180分鐘。

### 劳斯莱斯遄达800
面對空中客车的競爭，波音正研發一種體積較767大的飛機，稱為「767X」，原計劃採用特倫特760發動機。在1990年，波音放棄767X計劃，改為研發新的大型飛機型號（即今時今日的777），要求採用最少80,000磅推力的發動機。因用於特倫特700系列上的渦輪扇直徑只有2.47米，不符合777的動力要求，故研發直徑2.8米的渦輪扇，後命名為特倫特800系列。
特倫特800系列在1993年9月開始進行測試，於1995年1月獲發適航證書。首架配特倫特800系列發動機的777飛機在1995年5月首飛，並於1996年4月加入國泰航空。
勞斯萊斯在銷售特倫特800系列發動機時，曾一度出現困難，起因是勞斯萊斯發動機長期客戶之一—英國航空，在大量訂購首批777客機時，竟選用對手通用GE90發動機，此情況直至新加坡航空訂購首批34架777時才被改寫。現時，特倫特800系列發動機佔了波音777市場的41%。

### 特倫特8104
波音在1998年計劃推出續航距離更遠的777X系列客機，勞斯萊斯於是藉此機會，以特倫特800系列的增長能力，設計出改良型發動機，名為特倫特8104，之後再提升為更強勁的8115。此款原為首款推力超過100,000磅的發動機，但在1999年，前通用電器主席占姆士·麥拿尼（James McNerney，現任波音行政總裁）成功直接向波音注資5億美元開發777X，同時換取發動機供應商的獨家權。同年7月，波音同意此交易，並把GE90-110B和GE90-115B作為777-200LR及777-300ER的唯一發動機選項，此令特倫特8104繼600系列後，另一個只用作示範的發動機型號。

### 劳斯莱斯遄达500
1995年，空中客车替A340研發兩款續航距離更長的型號，即A340-500和A340-600系列。1997年6月15日的巴黎航空展上，空中客车宣布選取特倫特500系列為A340-500和A340-600系列客機的發動機型號。1999年5月，首台特倫特500發動機開始運行，並於翌年12月獲發適航證書。A340-600在2002年7月正式投入服務，客戶為維珍航空，而A340-500則在2003年12月正式投入服務，客戶為阿联酋航空。
至2009年1月，選購配置特倫特500發動機的A340客機共有139架，客戶共有15個，當中德國漢莎航空為特倫特500系列的最大用戶，共有21架飛機配置此款發動機。

### 劳斯莱斯遄达900

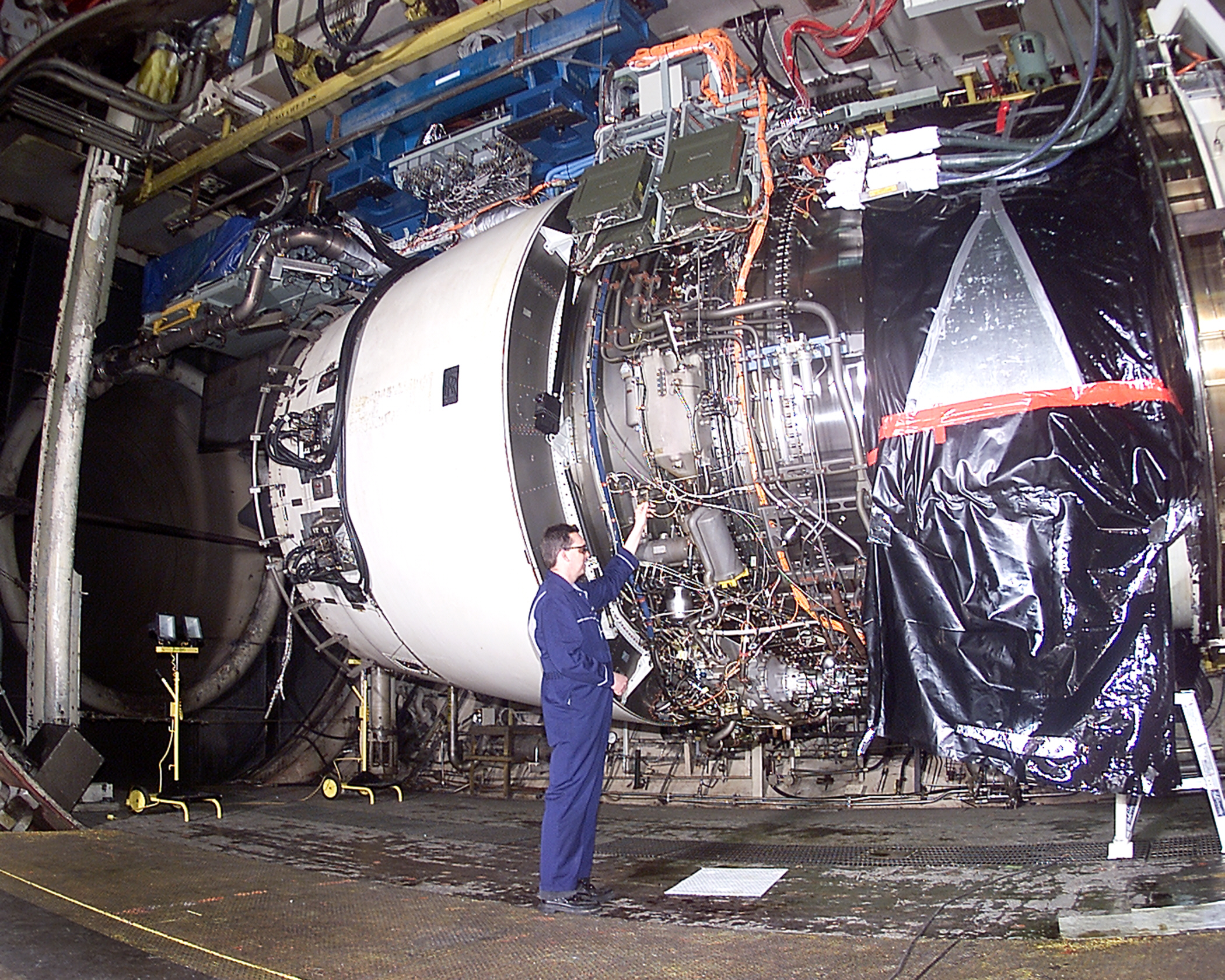
測試中的特倫特900發動機

空中客车在1990年代初開始研發較747大的機型，名為「A3XX」（後稱為A380）。當計劃在1996年敲定後，勞斯萊斯宣布開發特倫特900系列發動機，供A380機型使用。新加坡航空在2000年10月訂購了10架配特倫特900系列發動機的A380，成為此系列發動機的始發客戶，澳洲航空亦於翌年2月訂購同款發動機的A380。
特倫特900系列發動機在2004年5月17日首次測試及運行，分別於同年10月29日及2006年12月4日獲歐洲民航安全局（EASA）及美國聯邦航空局（FAA）獲發適航證書。
2007年9月27日，英國航空宣布選購12架配配特倫特900系列發動機的A380，令A380的發動機佔有率在2009年2月提升至52%。
2010年11月4日，一架飛行QF32航班的澳洲航空A380客機，在新加坡起飛後因發動機故障而折返新加坡。經調查後，勞斯萊斯宣布問題是與特倫特900系列發動機的缺陷有關，但與測試中的特倫特1000系列發動機無關。

### 特倫特600 – 第二次計劃
2000年7月，勞斯萊斯與波音簽訂協議，提供特倫特600系列發動機予開發中的747及767系列飛機，該767為波音767-400ER，原計劃採用特倫特600系列或發動機聯盟（Engine Alliance）GP7172系列發動機，但最終該計劃沒有推出，而波音亦在2005年推出747-8，並宣布通用電器GEnx為747-8唯一的發動機。

### 劳斯莱斯遄达1000
波音在2004年4月6日宣布787將提供兩間公司的發動機選項，分別為勞斯萊斯及通用電器。起初波音計劃只揀選通用電器作為787的唯一發動機供應商，後來為因應客戶要求而加入勞斯萊斯選項。同年6月，新西蘭航空成為首個選用特倫特1000發動機的客戶，全日空則為當時最大的訂單，全數配特倫特1000發動機，共有50架。2007年7月7日，ILFC訂購40架配特倫特1000發動機的787，總值13億美元；同年9月27日，英國航空宣布選購40架配特倫特1000發動機的787飛機，令特倫特1000系列發動機在787的佔有率，在2008年8月底提升至40%。
特倫特1000系列發動機在2006年2月14日首次運作，並在2007年6月18日成功試運行。同年8月7日，特倫特1000系列發動機獲FAA及EASA獲發安全及適航證書。

### 特倫特1500
空中客车為加強A340-500／-600的競爭力，曾計劃研製新款的發動機，取代原有的特倫特500系列，令其更有力與波音777-200LR及777-300ER競爭。但隨著空中客车宣布研發A350XWB（涵蓋A340市場），此型號的開發最終告吹。
特倫特1500系列保留原有特倫特500系列直徑2.47米的風扇及吊艙，但採用更小更先進的噴氣器和低壓渦輪。

### 劳斯莱斯遄达XWB
2004年，空中客车面對客戶要求研製一種能與波音787競爭的機種的壓力下，於翌年10月開發新機種，名為A350，初期定案為一改良版的A330。勞斯萊斯為A350提供特倫特1000系列和1700特倫特系列發動機及可與日本川崎重工合作開發。然而，空中客车在收集各航空公司的意見，並再審視原A350計劃書後，在2006年7月宣布以全新的A350XWB取代A350，A350XWB擁有較787大的機身直徑，使其更有力與777和787競爭。
勞斯萊斯與空中客车達成協議，提供發動機予A350XWB的所有型號，發動機型號為特倫特XWB系列。推力原介乎75,000至95,000磅，但空中客车在2007年9月重訂動力要求後，把推力下調為75,000至93,000磅。首先推出市場的是特倫特XWB-83，推力84,000磅，配置於A350-900XWB上，計劃在2011年取得證書，預計2013年投入服務。之後推出75,000磅的特倫特XWB-74，配置於A350-800XWB上，預計2014年投入服務。最後是93,000磅的特倫特XWB-92，配置於A350-1000XWB上，預計2017年投入服務。至於特倫特XWB最大的推力，已進一步上調至97,000磅，使A350XWB系列更有力與波音777-300ER競爭。
2007年6月18日，勞斯萊斯公布與卡塔尔航空簽訂了最大的特倫特XWB發動機訂購合約，配置於80架A350XWB飛機上，總值56億美元 。同年11月11日，阿联酋航空替勞斯萊斯帶來另一單大的購買合約，該訂單有70架配置特倫特XWB發動機的A350XWB客機（50架A350-900及20架A350-1000），另擁有50架選購權，2014年起交付。2009年11月底，勞斯萊斯已獲得500架A350飛機的特倫特XWB發動機訂單。
特倫特XWB發動機在2010年6月進行首次測試，2011年10月18日，空中客车表示，已完成首台特倫特XWB發動機的裝設，裝在一架A380上測試。

### 劳斯莱斯遄达7000
2014年7月14日，在範保羅國際航展上，空中客車公司宣佈了A330neo項目，並選用勞斯萊斯的特倫特7000作為唯一發動機選項。勞斯萊斯稱，特倫特7000型發動機使用了許多源自特倫特1000與特倫特XWB的技術，和A330使用的特倫特700型發動機相比，噪音降低一半，并且節油10%。發動機推力將在68,000–72,000 lbf (300–320 kN)的範圍內。引擎直徑為112英吋，扇葉將有20個。及後，勞斯萊斯亦以遄達7000入標中、俄合製CR929項目的引擎方案，若成功中標將與中國航空發動機集團合組聯營公司，以生產此款引擎。

## 性能

### 特倫特8104／8115
原為波音777-200LR及777-300ER而設計，推力分別為104,000磅及115,000磅，風扇直徑3.05米，其中8115是應波音要求把推力提升而設的。其設計特點為反掃式扇葉。但隨著波音與通用電器簽約，通用電器成為777-200LR和777-300ER唯一的發動機供應商，令特倫特8115沒有正式投產。

### 特倫特XWB
為A350而設計，推力分別為75,000磅（適用於日本航空的A350-900）、84,000磅（適用於標準型A350-900、A350-900ULR）及97,000磅（適用於A350-1000、A350F全貨機）。用於A350-1000上的發動機因推力較大，故風扇直徑會改為3米，同時加強扇葉強度，以更適合高速運轉。但因其採用更高技術，故投入服務日期會略為押後。
- 三转子
- 9.3的高涵道比
- 起飛時推力：75,000至93,000磅[44]
- 風扇直徑：3米（118吋）
- 風扇：單段、席捲型、低樞紐：尖端比
- 空氣流量：每秒約1,440公斤
- 整體壓縮比：>=52.1
- 中壓壓縮器：8级轴流式
- 高壓壓縮器：6级轴流式
- 燃燒器：
  - 高壓涡轮：单级，氣冷
  - 中壓涡轮：两级，氣冷
  - 低壓涡轮：六级，无冷卻

### 性能
| 特倫特系列發動機概覽 | 特倫特系列發動機概覽 | 特倫特系列發動機概覽 | 特倫特系列發動機概覽 | 特倫特系列發動機概覽 | 特倫特系列發動機概覽 | 特倫特系列發動機概覽 | 特倫特系列發動機概覽                              |
| 發動機型號           | 靜態推力（磅力）     | 基本發動機重量（磅） | 旁通比               | 長度（吋）           | 風扇直徑（吋）       | 投入服務年份         | 應用機種                                          |
| -------------------- | -------------------- | -------------------- | -------------------- | -------------------- | -------------------- | -------------------- | ------------------------------------------------- |
| 特倫特553            | 55,780               | 11,001               | 8.5                  | 154                  | 97.4                 | 2003                 | 空中客车A340-541                                  |
| 特倫特556            | 58,462               | 11,001               | 8.5                  | 154                  | 97.4                 | 2002                 | 空中客车A340-542 空中客车A340-642                 |
| 特倫特560            | 61,902               | 11,001               | 8.5                  | 154                  | 97.4                 | 2002                 | 空中客车A340-643                                  |
| 特倫特665            | 65,000               | 10,400               | 5                    | 154                  | 97.4                 | 未被使用             | 未被使用 （曾預定為麥道MD11）                     |
| 特倫特768            | 67,500               | 13,580               | 6.4                  | 154                  | 97.4                 | 1996                 | 空中客车A330-341                                  |
| 特倫特772            | 71,100               | 13,580               | 6.7                  | 154                  | 97.4                 | 1995                 | 空中客车A330-342                                  |
| 特倫特772B/C         | 71,100               | 13,580               | 6.7                  | 154                  | 97.4                 | 1995                 | 空中客车A330-243 空中客车A330-343                 |
| 特倫特875            | 75,000               | 13,100               | 5.7                  | 172                  | 110                  | 1996                 | 波音777-200                                       |
| 特倫特877            | 77,000               | 13,100               | 5.9                  | 172                  | 110                  | 1996                 | 波音777-200                                       |
| 特倫特884            | 84,000               | 13,100               | 6.4                  | 172                  | 110                  | 1997                 | 波音777-200ER                                     |
| 特倫特890            | 90,000               | 13,100               | 6.9                  | 172                  | 110                  | 1998                 | 波音777-200ER                                     |
| 特倫特892            | 92,000               | 13,100               | 7.0                  | 172                  | 110                  | 1997                 | 波音777-200ER 波音777-300                         |
| 特倫特895            | 93,400               | 13,100               | 7.1                  | 172                  | 110                  | 2000                 | 波音777-200ER                                     |
| 特倫特8104           | 104,000              | 14,400               | 7.2                  | 172                  | 110                  | 未被使用             | 未被使用 （曾預定為波音777-200LR及波音777-300ER） |
| 特倫特8115           | 115,000              | 不明                 | 不明                 | 172                  | 120                  | 未被使用             | 未被使用 （曾預定為波音777-200LR及波音777-300ER） |
| 特倫特970            | 75,152               | 13,842               | 5.4                  | 179                  | 116                  | 2007                 | 空中客车A380-841                                  |
| 特倫特970B           | 78,304               | 13,842               | 5.6                  | 179                  | 116                  | 2009                 | 空中客车A380-841                                  |
| 特倫特972            | 76,752               | 13,842               | 5.5                  | 179                  | 116                  | 2009                 | 空中客车A380-842                                  |
| 特倫特972B           | 80,231               | 13,842               | 5.8                  | 179                  | 116                  | 2007                 | 空中客车A380-842                                  |
| 特倫特977            | 80,781               | 13,842               | 5.8                  | 179                  | 116                  | 未被使用             | 未被使用 （曾預定為空中客车A380-843F）            |
| 特倫特977B           | 83,835               | 13,842               | 6.0                  | 179                  | 116                  | 未被使用             | 未被使用 （曾預定為空中客车A380-843F）            |
| 特倫特980-84         | 84,098               | 13,842               | 6.0                  | 179                  | 116                  | 未被使用             | 未被使用 （曾預定為空中客车A380-941）             |
| 特倫特1000-A         | 69,194               | 13,087               | 10                   | 188                  | 112                  | 2011                 | 波音787-8 波音787-9                               |
| 特倫特1000-C         | 74,511               | 13,087               | 10                   | 188                  | 112                  | 2011                 | 波音787-8 波音787-9                               |
| 特倫特1000-D         | 74,511               | 13,087               | 10                   | 188                  | 112                  | 2011                 | 波音787-8 波音787-9                               |
| 特倫特1000-E         | 59,631               | 13,087               | 10                   | 188                  | 112                  | 2011                 | 未被使用 （曾預定為波音787-3）                    |
| 特倫特1000-G         | 72,066               | 13,087               | 10                   | 188                  | 112                  | 2014                 | 波音787-9                                         |
| 特倫特1000-H         | 63,897               | 13,087               | 10                   | 160                  | 112                  | 2011                 | 波音787-8                                         |
| 特倫特1000-J         | 78,129               | 13,111               | 10                   | 188                  | 112                  | 2011                 | 波音787-9                                         |
| 特倫特1000-K         | 78,129               | 13,111               | 10                   | 188                  | 112                  | 2014                 | 波音787-9                                         |
| 特倫特1000-L         | 74,511               | 13,111               | 10                   | 188                  | 112                  | 2014                 | 波音787-9                                         |
| 特倫特1000-M         | 79,728               | 13,111               | 10                   | 188                  | 112                  | 2018                 | 波音787-10                                        |
| 特倫特1000-N         | 79,728               | 13,111               | 10                   | 188                  | 112                  | 2018                 | 波音787-10                                        |
| 特倫特1000-P         | 74,511               | 13,087               | 10                   | 188                  | 112                  | 2018                 | 波音787-9                                         |
| 特倫特1000-R         | 81,028               | 13,111               | 10                   | 188                  | 112                  | 2018                 | 波音787-10                                        |
| 特倫特7000-72        | 72,834               | 14,209               | 10                   | 188                  | 112                  | 2019                 | 空中巴士A330-841/941neo                           |
| 特倫特 XWB-75        | 74,200               | 16,043               | 9.3                  | 176.5                | 118                  | 2019                 | 空中客车A350-941XWB（日本航空217吨版本）          |
| 特倫特 XWB-84        | 84,200               | 16,043               | 9.3                  | 176.5                | 118                  | 2014                 | 空中客车A350-941XWB（標準型）/A350-941ULR         |
| 特倫特XWB-97         | 97,000               | 16,643               | 9.3                  | 176.5                | 118                  | 2015                 | 空中客车A350-1041XWB/A350-1041F（A350貨運版）     |